# Nguyễn Lân Việt
Nguyễn Lân Việt  sinh ngày 03 tháng 12 năm 1952  là Bác sĩ,Giáo sư, Tiến sĩ,Anh hùng Lao động, Nhà giáo Nhân dân và là con trai thứ 7 trong tổng số 8 người con của cố Nhà giáo nhân dân Nguyễn Lân. Ngày 08/11/2019, ông được trao tặng Huân chương Lao động Hạng Nhất để ghi nhận công lao và đóng góp của ông cho ngành Y nói chung và lĩnh vực Tim mạch nói riêng.

## Tiểu sử
- Năm 1967, ông học khóa 2 của lớp chuyên Toán, Trường Trung học phổ thông Chuyên, Đại học Sư phạm Hà Nội [cần dẫn nguồn]
- Năm 1995, ông được bổ nhiệm làm Phó Trưởng bộ môn Tim mạch Trường Đại học Y Hà Nội và Phó Viện trưởng Viện Tim mạch Việt Nam.
- Năm 2003, ông được bổ nhiệm vào cương vị hiệu trưởng Trường Đại học Y khoa Hà Nội
- Năm 2008, Nhà nước phong danh hiệu Nhà giáo Nhân dân.
- Năm 2009: ông được bổ nhiệm làm Viện trưởng Viện Tim mạch Việt Nam
- Năm 2014: ông được bầu là Chủ tịch Hội Tim mạch học Việt Nam.
- Tháng 12/2015: ông vinh dự được Nhà nước trao tặng danh hiệu Anh hùng lao động.

## Gia đình
- Bố là Nhà giáo Nhân dân Nguyễn Lân
- Mẹ là Nguyễn Thị Tề
- Vợ là Lê Thị Thúy Hải[3]
- Con trai cả là Nguyễn Lân Việt Anh
- Con gái thứ hai là Nguyễn Ngọc Hải Thanh